# Eyes Wide Shut
Eyes Wide Shut és una pel·lícula dramàtica de 1999 basada en la novel·la del 1926 Traumnovelle, escrita per Arthur Schnitzler. El film va ser dirigit, produït i coescrit per Stanley Kubrick i va ser el seu últim film.
El film es va estrenar el 16 de juliol de 1999, i va rebre bones crítiques. Ha estat doblat al català
És l'última pel·lícula del director Stanley Kubrick, mort al març del 1999. Va ser ben rebuda pels crítics cinematogràfics i, per l'alt contingut sexual, la productora Warner Bros va alterar digitalment algunes escenes per assegurar-se la qualificació R als Estats Units i el Canadà.
El film forma part del Guinness World Records pel rodatge més llarg, de 400 dies.

## Argument
El doctor Bill Harford (Tom Cruise) i la seva dona, Alice (Nicole Kidman) són una parella jove que viu a Nova York. Acudeixen a la festa de Nadal de Victor Ziegler (Sydney Pollack), un plutòcrata pacient d'en Bill. Allà en Bill es troba amb un vell amic de l'escola de medicina, Nick Nightingale (Todd Field), que ara és un pianista professional. Mentre que un hongarès anomenat Sandor Szavost (Sky du Mont) intenta seduir Alice, dues joves models fan el mateix amb Bill. Bill és interromput pel personal de la casa que l'acompanya fins a una habitació en la qual es troba l'amfitrió i Mandy, una jove que està patint una sobredosi després d'haver mantingut relacions sexuals amb Ziegler. Mandy es recupera amb l'ajuda de Bill, que assegura a Ziegler que mantindrà total discreció respecte al que acaba de succeir.
La nit següent a casa, mentre fumen cànnabis, Alice pregunta a Bill si va tenir sexe amb les dues noies. Després que Bill la tranquil·litzi, ella li pregunta si mai s'ha sentit gelós dels homes que se senten atrets per ella o que la intenten seduir. S'inicia una discussió en la qual Alice s'ofèn pels comentaris sexistes de Bill, que assegura que les dones són més fidels que els homes. Ella per venjar-se i posar en dubte la seva seguretat li fa saber que un any enrere va tenir una fantasia amb un oficial de la marina amb qui van coincidir de vacances. Li confessa que hauria abandonat tota la seva vida per passar una nit amb l'oficial, que només havia vist en una ocasió. Bill, perplex per la revelació que li fa Alice, marxa en rebre la trucada de la filla d'un pacient que acaba de morir. Al costat del mort i en ple dolor, Marimon Nathanson, la filla del pacient, besa impulsivament Bill i li diu que l'estima. Bill, sense correspondre a la dona, abandona la casa quan el promès arriba i se'n va a caminar pels carrers de Nova York, mentre que no pot deixar de recrear al seu cap la fantasia que l'Alice li ha explicat abans.
Bill es troba amb una prostituta anomenada Domino i marxa amb ella a l'apartament de la noia. Tan bon punt comencen a intimar Alice truca a Bill i aquest decideix marxar. Bill entra al local de jazz on Nick just està acabant de tocar. El pianista li explica que darrerament ha tocat en una mena de reunions sexuals amb dones impressionants en les quals ell està en tot moment amb els ulls embenats. Bill pressiona Nick per obtenir més informació. S'assabenta, així, que per a accedir-hi necessita una capa amb caputxa, una màscara i una contrasenya que Nick li facilita. Bill va a llogar el que necessita a una botiga de disfresses. Ofereix al propietari, Mr. Milic, una quantitat generosa de diners. A la botiga Milic sorprèn la seva filla adolescent amb dos homes japonesos i expressa la seva indignació per la seva falta de decència.
En Bill agafa un taxi per anar a la mansió que Nick li ha indicat. Aconsegueix entrar-hi utilitzant la contrasenya i es troba amb una mena de ritual sexual. Passeja a través de diverses sales observant homes i dones mantenint relacions sexuals, però no hi pren part. Malgrat que va emmascarat, una dona l'aparta discretament, l'adverteix del perill que corre i li demana que se'n vagi pel seu propi bé. Els interromp un dels porters que el porta allà on s'estava produint en primer lloc el ritual. El mestre de cerimònies el posa en evidència davant dels altres convidats i el desemmascara. Quan sembla que Bill haurà de patir un càstig per haver irromput en la reunió secreta la misteriosa dona que anteriorment l'havia advertit s'ofereix per redimir-lo i patir ella les conseqüències dels actes de Bill. Bill és alliberat però el mestre de cerimònies l'amenaça a ell i a la seva família amb terribles conseqüències si explica el que ha vist o intenta fer indagacions.
Bill arriba a casa confós i amb un fort sentiment de culpabilitat. Es troba amb Alice rient en somnis i la desperta. Ella, plorant, li relata a Bill el somni que estava tenint, en el qual tenia sexe amb l'oficial de la marina i molts altres homes, i en el qual reia en imaginar-se Bill veient-la amb tots ells. El matí següent Bill va a l'hotel on Nick s'allotjava i descobreix que el seu amic ha deixat l'hotel de matinada acompanyat per dos homes, terroritzat i amb un blau a la cara. Bill va a tornar la disfressa, però no la màscara, que no troba, i Milic, amb la seva filla al costat, li ofereix implícitament els serveis sexuals de la filla. Els mateixos homes japonesos de la nit anterior surten de la botiga. Bill torna a la mansió i allà li fan arribar una nota en la qual li
tornen a exigir que desisteixi de les seves investigacions. A casa, Bill
torna a recrear en el seu cap la fantasia d'Alice, mentre observa la seva dona i la seva filla fent feines de l'escola.
Bill reconsidera les ofertes sexuals que va rebre la nit anterior. Primer truca a Marion, però penja en sentir la veu del promès. Llavors va a l'apartament de Domino. Després d'intentar seduir Sally, la companya de pis, aquesta li explica que Domino acaba de saber que és seropositiva. Bill se'n va i s'adona que un home l'està seguint. Espantat, es refugia en una cafeteria. Allà llegeix una notícia al diari sobre una model, Amanda Curran, que ha estat ingressada per sobredosi aquella mateixa nit. Sospita que es pot tractar de la dona que l'havia salvat la nit anterior i amb les seves credencials de metge aconsegueix accedir al dipòsit de cadàvers, on s'adona que la morta és Mandy, la noia que va ajudar a la festa de Ziegler i que probablement era la dona misteriosa que el salvà.
Encara a l'hospital rep una trucada de Ziegler, que sol·licita veure'l aquella mateixa nit. Ziegler li fa saber que ell era un dels homes emmascarats de la reunió secreta. Li demana que pari de fer indagacions i li confirma que la dona que el va salvar era Amanda Curran. Assegura però que la mort de la jove no té res a veure amb l'organització secreta, i que l'amenaça que Bill va rebre a la mansió i que Amanda es va oferir a patir, no era més que una estratègia per espantar-lo. Ziegler també li esclareix altres aspectes com el destí de Nick o qui i per què el feien seguir, i tot i que Bill no sap si creure's les explicacions de Ziegler decideix no insistir més a trobar la veritat.
Quan Bill torna a casa troba Alice dormint al costat de la màscara que ell havia llogat. Bill esclata a plorar i li explica a Alice tota la veritat sobre el que li ha passat en els darrers dos dies. L'endemà van a fer compres de Nadal amb la seva filla. Alice diu que haurien de sentir-se agraïts atès que han sobreviscut, com a parella, al que ha passat. Li diu que l'estima i que hi ha una cosa que han de fer tan aviat com sigui possible. Quan Bill li pregunta de què es tracta, ella simplement diu: “Follar”.

## Repartiment
- Nicole Kidman - Alice Harford
- Tom Cruise - Dr. Bill Harford
- Sydney Pollack - Victor Ziegler
- Marie Richardson - Marion
- Todd Field - Nick Nightingale
- Sky du Mont - Sandor Szavost

## Nominacions
- César a la millor pel·lícula estrangera

## Recepció
La pel·lícula va ser ben rebuda pels crítics, tot i ser classificada un "thriller eròtic". Obté un 77% en la web cinematogràfica Rotten Tomatoes.